# Grote Groene Muur (Afrika)

Schematische kaart van de Grote Groene Muur

De Grote Groene Muur is een Afrikaans plan uit 2009 om in de regio van de Sahel en de Sahara een lange strook bomen van 15 kilometer breed en bijna 8.000 kilometer lang aan te leggen. Deze zou lopen van Senegal in het westen naar Djibouti in het oosten van het continent. Tot mei 2021 werd 20 miljoen hectare land hersteld.
De muur was bedacht om onder meer klimaatverandering en uitbreiding van de woestijn tegengaan. Hij zou het landschap transformeren naar een groener gebied en de levensomstandigheden van veel mensen verbeteren. Maar anno 2021 is gebleken dat zo'n muur van bomen toch niet zo effectief is. Het plan is opgegeven, daarvoor in de plaats kwam het streven om van 100 miljoen hectare uitgeputte grond weer akkers en bossen te maken. Een verzameling van realistische kleinere projecten moet nu de lokale bevolking en de natuur helpen.

## De muur
De Afrikaanse Grote Groene Muur (AGGM) was een bomenmuur die zou moeten lopen van Senegal, een land in het uiterste westen van Afrika, tot in het oosten van het continent, Djibouti. Het project van de Afrikaanse Unie ging in september 2011 van start. De muur moest de oplossing bieden tegen de oprukkende Sahara, droogte en landdegradatie. De woestijn breidt zich snel uit en dat heeft een negatief effect op de mensen in deze regio, mensen die tot de armsten van de wereld behoren. Verwoestijning wordt veroorzaakt door de invloed van de mens op het kwetsbare ecosysteem, door ontbossing en klimaatverandering.
Overbegrazing, houtkap voor brandstof en verdroging door gebrek aan regen hebben een negatieve invloed op het land. De bodem kan zich zonder maatregelen onvoldoende herstellen. Leiders van dertien Afrikaanse landen spraken af om de negatieve sociale, economische en ecologische effecten tegen te gaan met het AGGM-initiatief. De betreffende landen zijn Algerije, Burkina Faso, Tsjaad, Djibouti, Egypte, Ethiopië, Gambia, Mali, Mauritanië, Niger, Nigeria, Senegal en Soedan. Het traject van de muur werd gekozen op basis van de neerslaggegevens. Gekozen werd voor een strook waar de gemiddelde jaarlijkse neerslag tussen 100 en 400 mm ligt.
In Senegal werden al miljoenen bomen aangeplant en het gebeurde op een efficiënte manier. Rond de bomen werden de eerste zes jaar hekken geplaatst, zodat de wortels konden groeien tot aan het grondwater en de bomen zo hoog konden worden dat dieren niet meer bij de bladeren kunnen. De bomenmuur had ook al effect, want onder andere de temperaturen werden minder extreem in de regio. En bodemerosie veroorzaakt door de wind kwam minder voor, volgens plaatselijke wetenschappers.

## Andere aanpak
De Sahel en de Sahara zijn regio’s waar amper neerslag valt. Dat de bomen in deze omstandigheden overleven, is niet zo vanzelfsprekend. Daarnaast hebben in sommige regio’s politieke instabiliteit en terreur een erg negatieve impact.
Om deze redenen is de aanpak veranderd en is men afgestapt van een 'eenvoudige' beboste strook land. De Grote Groene Muur is geëvolueerd tot een verzameling van allerlei kleinere projecten die veel meer aansluiten bij de noden en werkwijzen van de lokale boeren. Duizenden initiatieven moeten de lokale bevolking helpen en de natuur verbeteren. Het zijn projecten waarbij bijvoorbeeld waterreservoirs voor het vee geïnstalleerd worden of waar aan kleinschalige irrigatie wordt gedaan. Op deze manier worden duurzaamheid, inspraak van de lokale bevolking en klimaatverbetering met elkaar verbonden.
De elf betrokken Sahellanden, samen met de VN, willen dat dit 'wonder in wording' tegen 2030 klaar is. Dat betekent dat per jaar 8,2 miljoen hectare land hersteld moet worden aan een totaalkost van mogelijk 4,3 miljard dollar. Volgens onderzoek zou het project ook zuiver economisch nut opleveren. Volgens critici echter is in 2021 slechts 4% van het oorspronkelijke doel bereikt, en zou naar schatting 43 miljard dollar nodig zijn om de rest te bereiken.

## Afbeeldingen

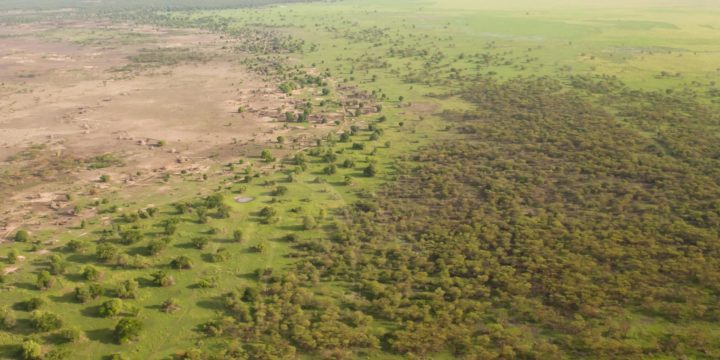
Een groene buffer in de Sahel
Luchtfoto van de overgang tussen woestijn en groen
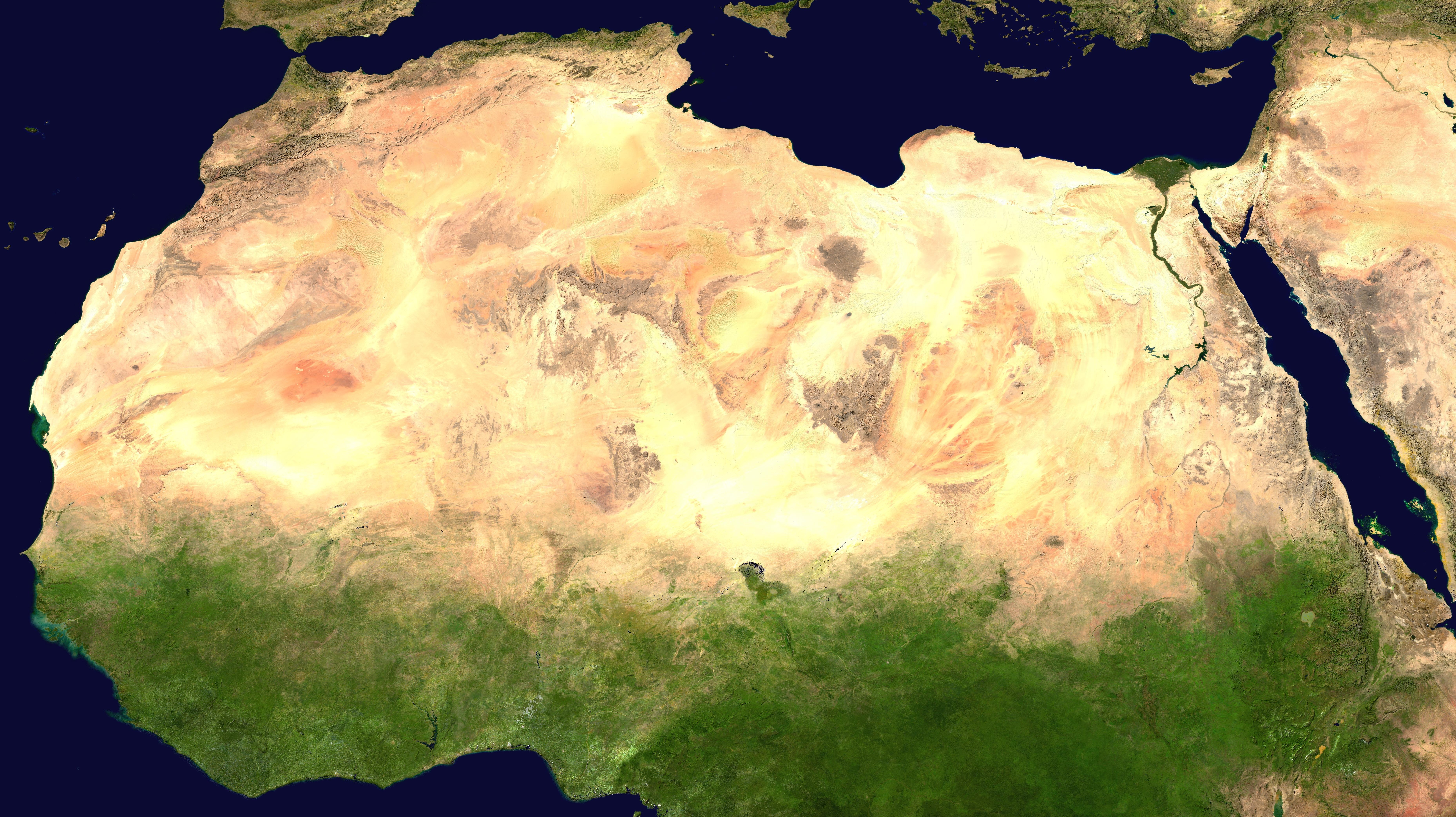
Satellietfoto van de Sahara, en ten zuiden de Sahel